# Зерабад (река)
Зерабад (тадж. Зеробод; устар. Зарават) — река протекающая по территории Айнинского района Согдийской области Таджикистана. Левый приток реки Зеравшан впадающий в него в 674 км от устья. Берёт начало на северных склонах Зеравшанского хребта на высотах более 2000 метров над уровнем моря. В устьевой части протекает по восточной окраине одноимённого посёлка.
Длина — 12 км. Площадь водосбора — 37,5 км². Количество рек протяжённостью менее 10 км расположенных в бассейне Зерабад — 1, их общая длина составляет 1 км.